# Кундряцька сільська рада
Кундря́цька сільська рада (рос. Кундрякский сельский совет) — муніципальне утворення у складі Стерлібашевського району Башкортостану, Росія. Адміністративний центр — село Кундряк.

## Населення
Населення — 502 особи (2019, 660 в 2010, 777 в 2002).

## Склад
До складу поселення входять такі населені пункти:
| Населений пункт   | Населення, осіб (2002) | Населення, осіб (2010) |
| ----------------- | ---------------------- | ---------------------- |
| Кундряк, село     | 374                    | 321                    |
| Сергієвка, хутір  | 44                     | 33                     |
| Табулда, присілок | 359                    | 306                    |